# Goldmania violiceps
Il colibrì di Goldmann o colibri di Goldman (Goldmania violiceps Nelson, 1911) è un uccello della famiglia Trochilidae. È l'unica specie nota del genere Goldmania.

## Descrizione
È un colibrì di media taglia, lungo 8,5–9,5 cm, con un peso di  3,4–4,4 g.

## Biologia
Si nutre prevalentemente del nettare di alcune specie arbustive tra cui Salvia spp., Pachystachys spp., Palicourea spp., Psammisia spp.

## Distribuzione e habitat
L'areale della specie è ristretto alla parte centrale e orientale di Panama e all'estremità nord-occidentale della Colombia.

## Conservazione
La Lista rossa IUCN classifica Goldmania violiceps come specie prossima alla minaccia di estinzione (Near Threatened).